# Bénazír Bhuttová
Bénazír Bhuttová (Benazir Bhutto; IPA [beːnɜziːr bʰʊʈʈoː]; urdsky بینظیر بھٹو‎, sindhsky بینظیر ڀُٽو‎; n. 21. června 1953 Karáčí – 27. prosince 2007 Rávalpindí) byla pákistánská politička, první žena zvolená do čela postkoloniálního muslimského státu.

## Životopis
V šestnácti letech opustila Pákistán, aby mohla studovat na Harvardu a poté na Oxfordu, kde graduovala v roce 1977. Za 8 let studií ovládla plynnou komunikaci v anglickém jazyce.
Bénazír Bhuttová byla dcerou bývalého premiéra Zulfikára Alího Bhutta, který byl krátce po jejím návratu do vlasti, během vojenského převratu uvězněn a o dva roky později, v roce 1979, popraven. I Bhuttová byla několikrát vězněna; v roce 1984 ji bylo dovoleno emigrovat. Usadila se v Londýně, kde se svými dvěma bratry založila undergroundovou organizaci namířenou proti vojenským diktaturám. O rok později se vrátila do Pákistánu, kde byla opět zavřena za údajné protistátní aktivity. Bhuttová byla dvakrát premiérkou Pákistánu, poprvé v roce 1988 za Pákistánskou lidovou stranu, avšak byla odvolána po 20 měsících tehdejším prezidentem Ghulámem Isákem Chánem kvůli obvinění z korupce. V roce 1993 byla Bhuttová znovu jmenována do funkce premiérky. I její druhé funkční období bylo kontroverzní; mimo jiné finančně i morální podporou napomohla nástupu Tálibánu v sousedním Afghánistánu, od čehož si slibovala nastolení stabilnější situace. Z funkce odešla v roce 1996 z podobných důvodů jako roku 1989.

### Odchod do exilu
Bhuttová odešla do exilu do Dubaje v roce 1998, kde zůstala až do svého návratu do Pákistánu 18. října 2007 po dohodě s prezidentem Parvízem Mušarafem, který jí zaručil stažení všech obvinění z korupce. Hned po návratu se však její konvoj stal terčem útoku, který sice Bhuttová bez zranění přežila, ale o život přišlo 133 lidí.
Přesto pokračovala v politických aktivitách. Kritizovala kroky prezidenta Mušarafa a zahájila i kampaň před parlamentními volbami.

### Úmrtí
Byla zabita 27. prosince 2007 při sebevražedném bombovém útoku v Rávalpindí. Podle pákistánské vlády stála za útokem organizace Al-Káida, která se tím snažila destabilizovat situaci v Pákistánu, Al-Káida i mnozí příznivci Bhuttové ale naopak vinili vládu.
Bhuttová v jednom z rozhovorů s Davidem Frostem cca dva měsíce před smrtí řekla, že Usáma bin Ládin byl zavražděn a ten samý vrah pravděpodobně usiluje i o její život.